# موزه زرتشتیان
موزه زرتشتیان واقع در شهر کرمان و اولین و تنها موزه مردم‌شناسی زرتشتیان جهان است. ساخت این موزه در دههٔ ۱۳۷۰ به کوشش بهدینان فرزانه، هرمزدیار اشیدری و مهیندخت سیاوشیان شروع شد و در سال ۱۳۸۰ پایان یافت.

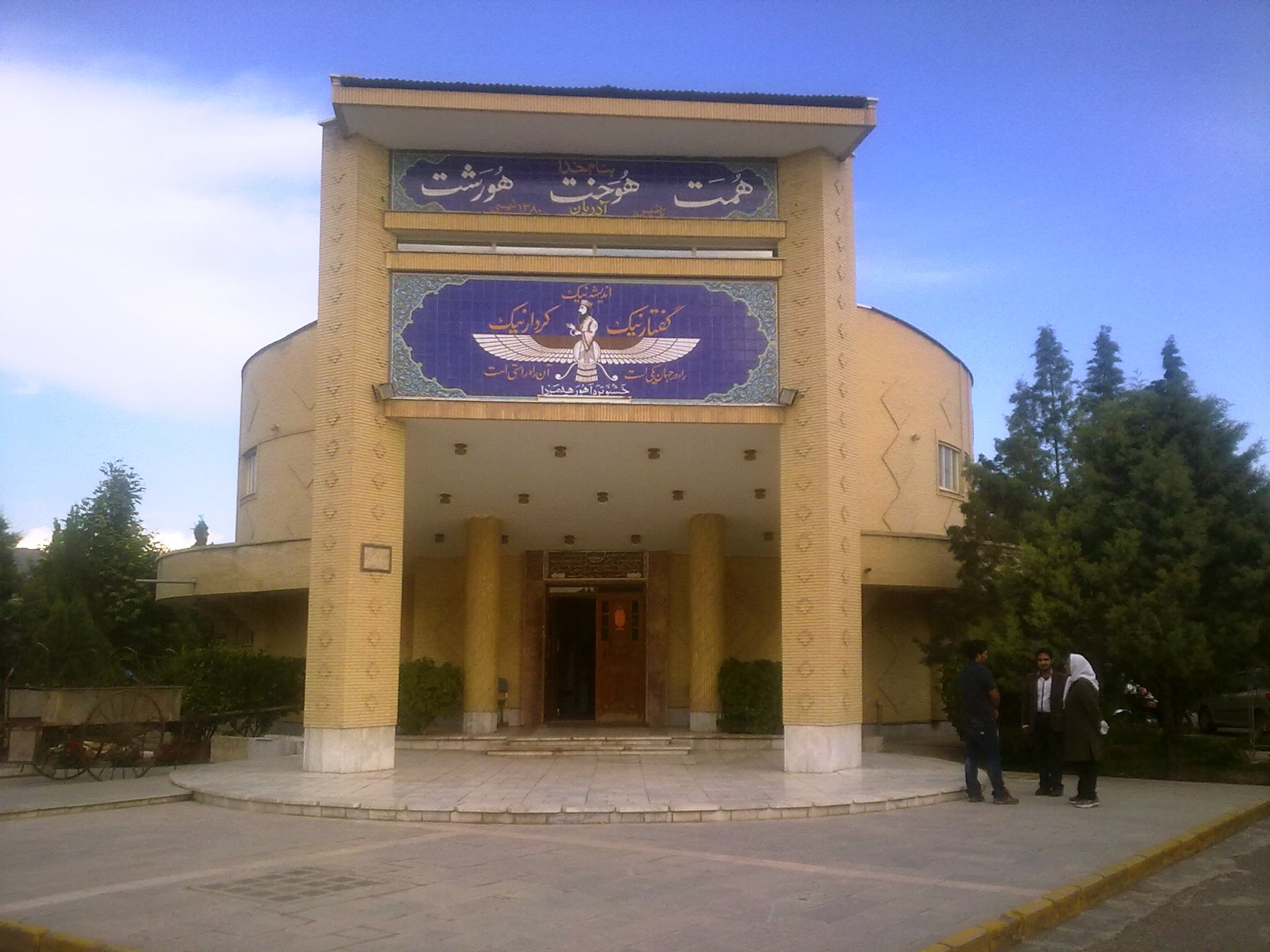
موزه زرتشتیان کرمان

## مجموعه‌ها
از کهن‌ترین اشیاء این موزه یک جلد کتاب دستنویس گاتاها با پیشینهٔ بیشتر از دویست سال و یک آتشدان دستی با تاریخ حک شده ۱۲۰۷ است. همچنین فرتورهای انجمن ناصری زرتشتیان کرمان و رفسنجان و فرتورهای سرشناسانی چون ارباب کیخسرو شاهرخ، میرزا برزو آمیغی، کشور خانم و پوراندخت در بخش فرتور و اسناد این موزه نگهداری می‌شود. همچنین بخشی از این موزه به انواع آتشدان، روغن سوز، پیه سوز و چراغ لاله را اختصاص داده شده‌است. لباس‌های زنانه‌ای با دیرینگی ۵۰ تا ۱۵۰ سال و پیشینهای که در اسناد هخامنشی تا ساسانی دیده می‌شود، گویای پوشش زنان زرتشتی است. مخنا، لچک، چارقد، کت، پیراهن و شلوار گلدوزی شده از انواع لباس‌های زنانه‌ای است که در این موزه نگهداری می‌شود.